# Abbesses (Paris metro)
Abbesses är en station i Paris metro på linje 12 som öppnade år 1912. Stationen är uppkallad efter Place des Abbesses, som i sin tur har fått sitt namn efter de abbedissor som styrde Abbaye de Montmartre.
Stationen är en av stadens djupast belägna och är belägen 36 meter under marknivån. Entrén med sitt glastak är en av tre som i dag finns kvar i Paris och som är utformade av Hector Guimard. Övriga stationer med glastak är station Porte Dauphine och en av entréerna till Châtelet. Station Abbesses ligger mitt i Paris turistkvarter i stadsdelen Montmartre nära konstnärskvarteren vid torget Place du Tertre.

## Fotogalleri

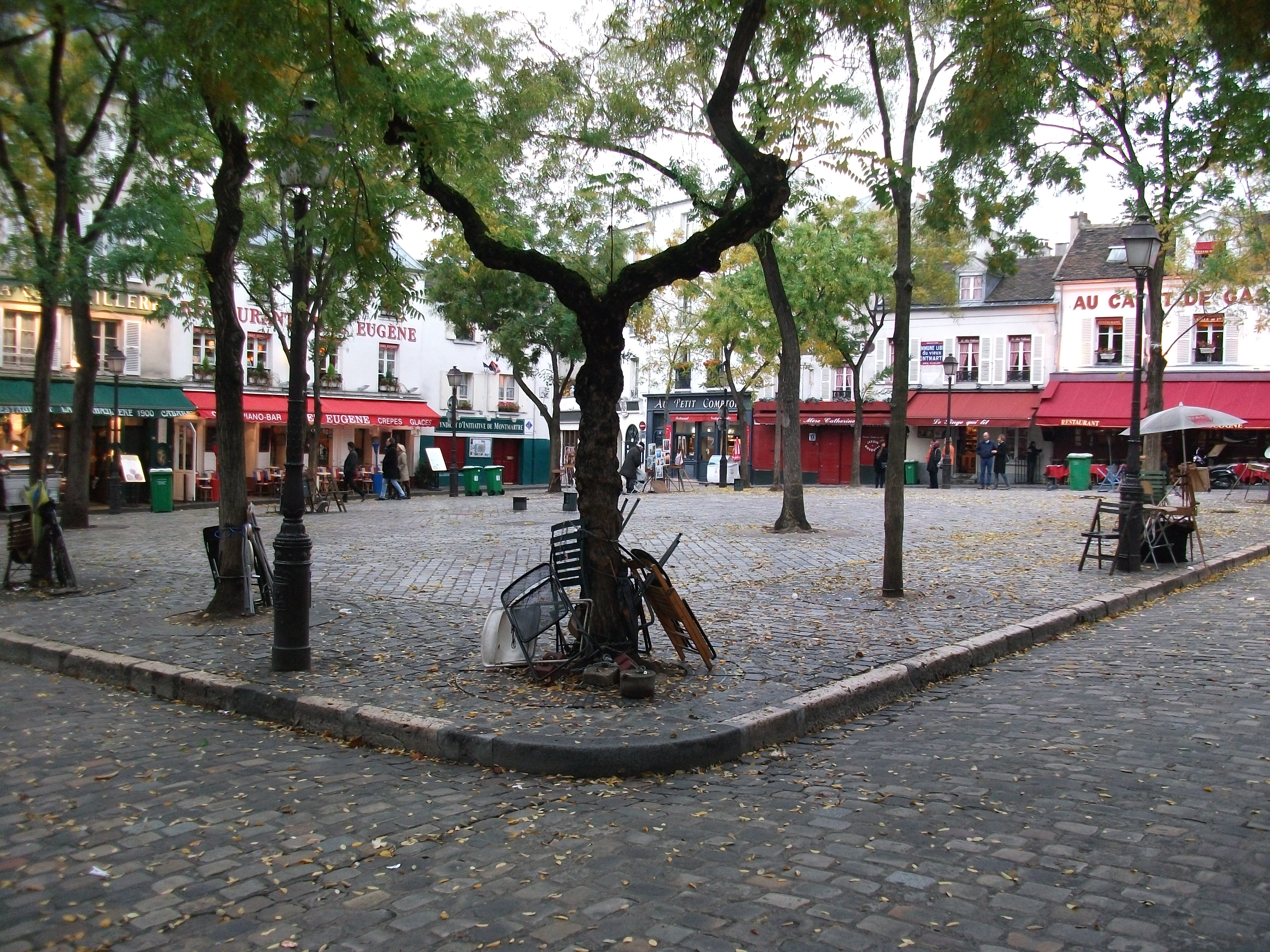
I närheten finns Place du Tertre
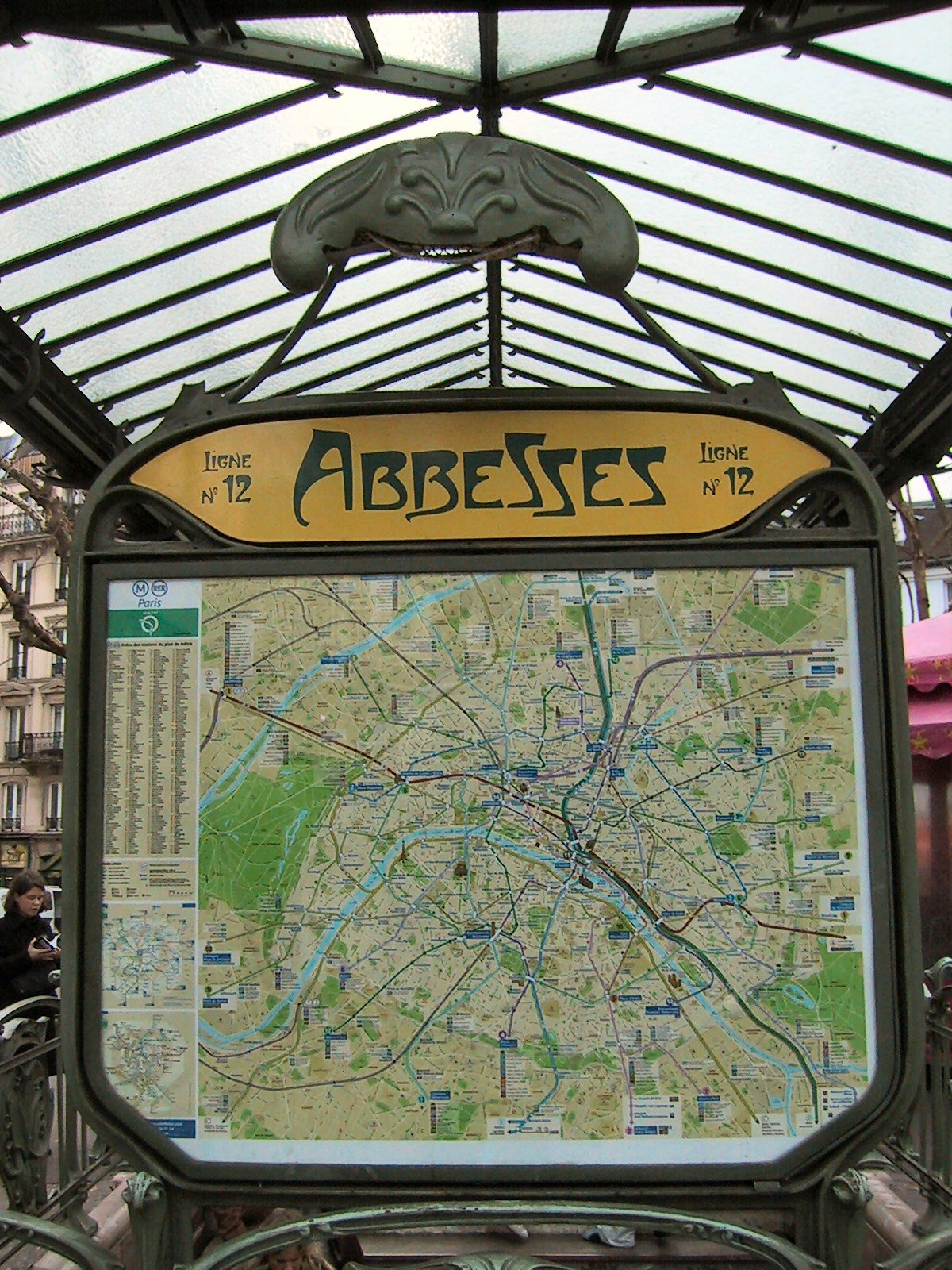
Karta med gammaldags ram
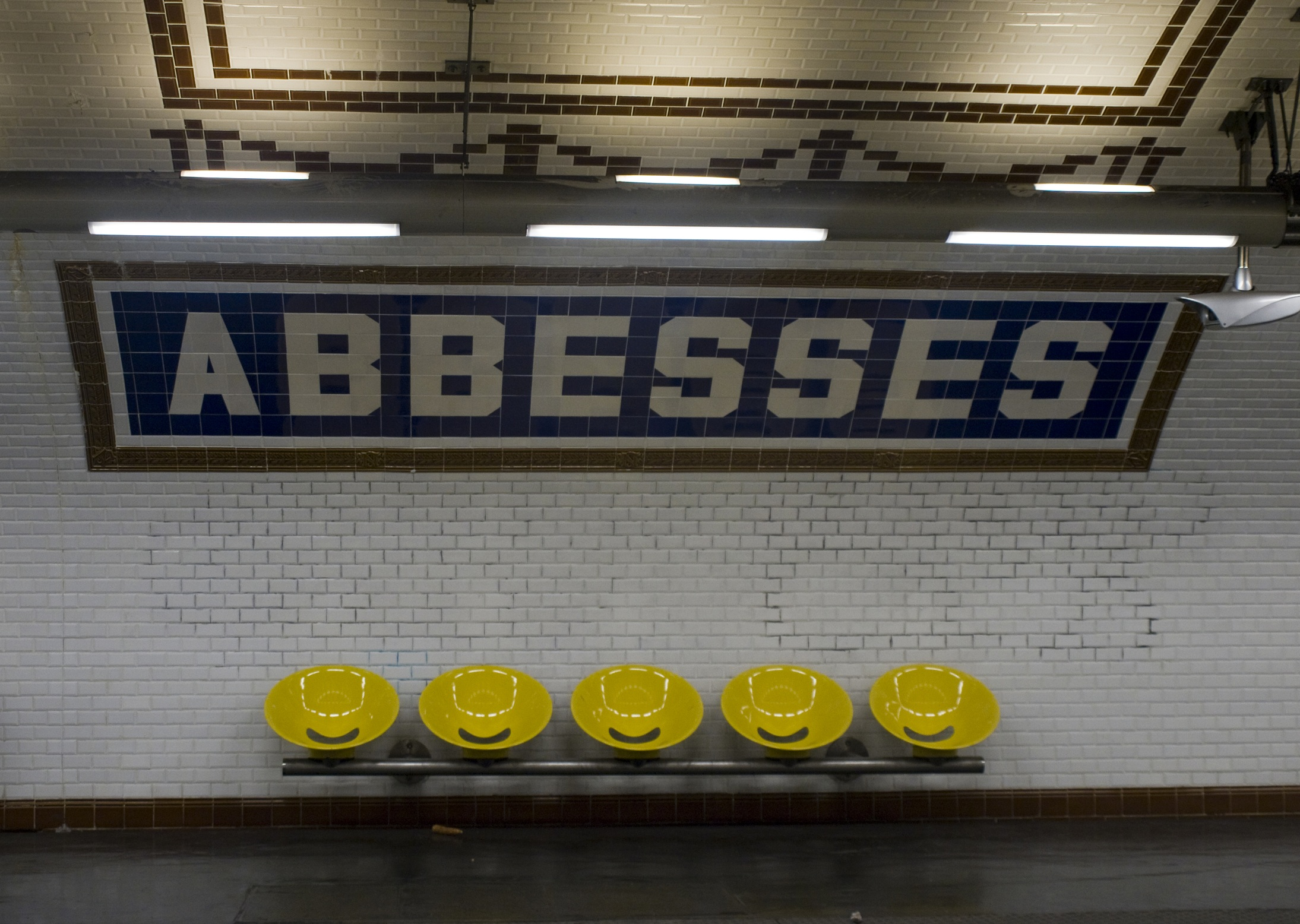
Perrongväggen på Abbesses
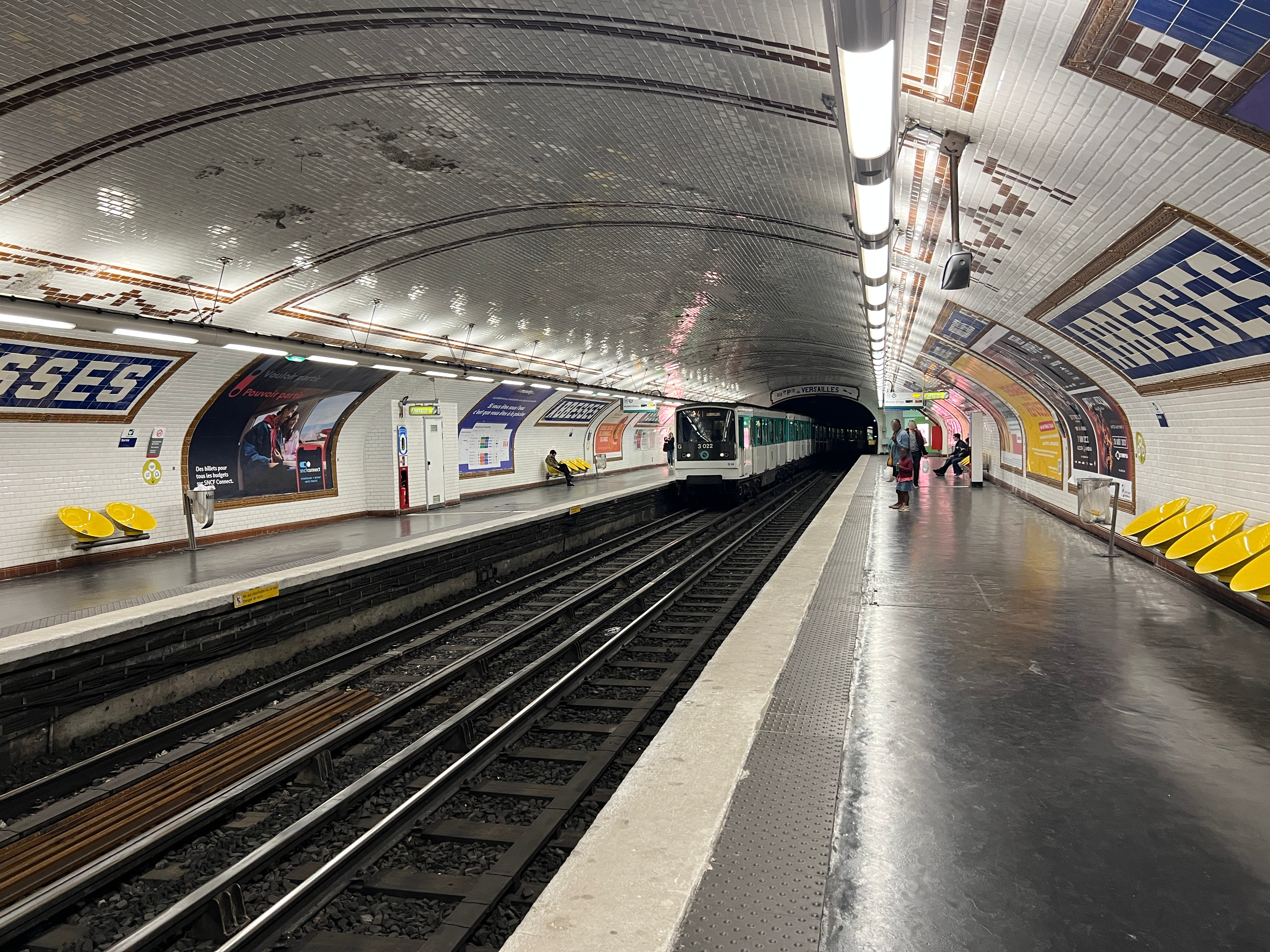
Perrongen